# Migliori nemici
Migliori nemici (The Best of Enemies) è un film del 2019 diretto da Robin Bissell.
La pellicola, con protagonisti Taraji P. Henson e Sam Rockwell, è l'adattamento cinematografico del libro The Best of Enemies: Race and Redemption in the New South scritto da Osha Gray Davidson, e segue le vicende dell'attivista per i diritti civili Ann Atwater, e di C.P. Ellis, leader del Ku Klux Klan.

## Trama
A Durham, nella Carolina del Nord, nel 1971, i rapporti tra gli abitanti neri e la comunità bianca sono spesso tesi.
L'incendio in una scuola elementare per bambini neri di East Durham, rende non più rinviabile il problema dell'integrazione scolastica: gli studenti afroamericani possono frequentare le scuole finora solo per quelli bianchi?
L'amministrazione cittadina, di stampo confederazionista, rimanda il problema che, giunto a livello statale, viene affrontato con il ricorso alla charrette, uno strumento di democrazia partecipata che ha avuto successo in altre comunità.
Si tratta in pratica di riunire quanti più cittadini possibile e di metterli di fronte alla tematica in questione. I temi, dopo doveroso approfondimento, porteranno ad una sintesi di poche mozioni cui alla fine verrà dato un voto da un senato interno alla charrette. Con l'approvazione dei due terzi del senato interno, le mozioni passeranno e il consiglio comunale sarà tenuto ad accoglierle in toto.
Paul Riddick, l'esperto afroamericano venuto dal nord per organizzare questi lavori, chiama a co-presiedere la charrette, Ann Atwater, focosa attivista nera, e C.P. Ellis, capo della sezione cittadina del Ku Klux Klan. Dopo le comprensibili ritrosie di entrambi, spinti anche dai rispettivi movimenti a far valere le ragioni della propria parte, altrimenti sottorappresentata, i due accettano sebbene si odino, e così i lavori hanno inizio con un grande coinvolgimento di popolazione.
Il voto finale sarà espressione di 12 elementi, 6 bianchi e 6 neri, tra i quali i due co-presidenti e altri due rappresentanti di fazioni apertamente schierate. Ora gli altri 4 membri di origine afroamericana saranno in ogni caso favorevoli a qualsivoglia modello di integrazione che verrà proposto. Dunque l'ago della bilancia perché le mozioni passino con almeno 8 voti favorevoli, sarà dato dai quattro membri bianchi che si aggiungeranno ai due estremisti dichiarati. Per decisione unanime, gli 8 membri mancanti vengono estratti a sorte tra tutti quelli che non sono attivisti o iscritti ad associazioni di parte. Risulta così che dei 4 bianchi restanti, due sono sicuramente contrari all'integrazione mentre gli altri due paiono essere inclini a posizioni liberali.
Costretto a lavorarci insieme, C.P. Ellis scoprirà ed apprezzerà le doti umane della Atwater, riconoscendosi sempre meno nell'associazione che presiede, e più ancora in chi la popola.
Giunti al voto della mozione più importante, dei due senatori bianchi "chiave" della charrette, entrambi pesantemente minacciati all'insaputa di Ellis, uno vota a favore dell'integrazione e uno no. Il fronte bianco ultraconservatore avrebbe dunque vinto, se non fosse che, dovendo esprimere l'ultimo voto, C.P. Ellis con grande sorpresa generale, annunciando il suo sofferto addio al KKK, si dice favorevole al processo di integrazione.
L'appoggio della moglie è stato decisivo, ma ora Ellis è solo e le ritorsioni non mancano ad arrivare, fra cui l'incendio ad una delle pompe di carburante. Disperato per non avere più clienti alla sua stazione di servizio, dopo il cordiale saluto a Riddick, la Atwater che lo accompagna, fa notare a quello che non è più un suo nemico, che al distributore di benzina si sta formando una coda lunghissima: è la comunità nera di Durham che mostra riconoscenza a C.P..

## Produzione
Il budget del film è stato di 10 milioni di dollari.

## Promozione
Il primo trailer del film viene diffuso l'11 ottobre 2018.

## Distribuzione
La pellicola è stata distribuita nelle sale cinematografiche statunitensi a partire dal 5 aprile 2019.

## Riconoscimenti
- 2019 - National Film & TV Awards[4]
  - Candidatura per il miglior attrice a Taraji P. Henson